# Sidi Mezghiche
Sidi Mezghiche è un comune dell'Algeria, situato nella provincia di Skikda.